# Teniente Esteban Martínez

Teniente Esteban Martínez é um distrito do Paraguai, localizado no departamento de Presidente Hayes. Possui área de 8142 km² e 3 340 habitantes. Emancipada em 12 de setembro de 2006. 

## Transporte
O município de Teniente Esteban Martínez é servido pela seguinte rodovia:
- Caminho em terra ligando o município a cidade de Teniente Irala Fernandez
- Caminho em terra ligando o município a cidade de Benjamín Aceval
- Caminho em terra ligando o município a cidade de Mariscal José Félix Estigarribia (Departamento de Boquerón)
- Ruta 12, que liga a cidade de Villa Hayes ao Parque Nacional Tinfunqué.[2][3][4]